# Летюча Риба (сузір'я)

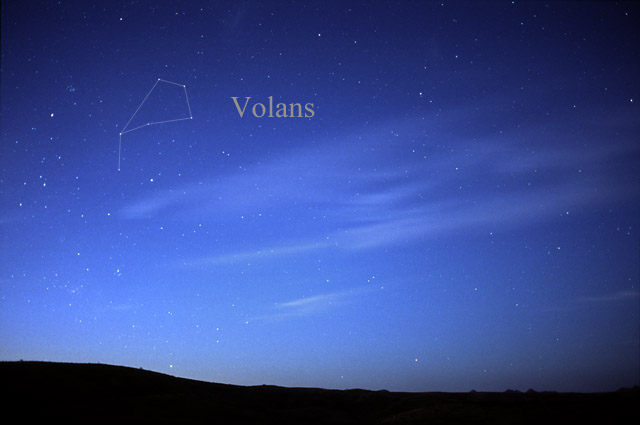
Летюча Риба неозброєним оком

Летю́ча Ри́ба (лат. Volans) — сузір'я південної півкулі зоряного неба. Містить 31 зорю, видиму неозброєним оком. З території України не спостерігається.
Вперше було запропоноване Петером Планціусом на його зоряному глобусі 1598 року. У 1603 році Йоганн Баєр скопіював сузір'я у зоряний атлас «Уранометрія» та дав йому латинську назву Pisces Volans, яка згодом було скорочена. Цікаво, що деякі астрономи зображення Летючої Риби помилково сприймали як птаха. Так, наприклад Йоганн Кеплер називав сузір'я Горобець (Passer).

## Примітні об'єкти
Спіральна галактика з перемичкою NGC 2442.
Скупчення галактик SMACS J0723.3-7327.